# Hybanthus longistylus
Hybanthus longistylus är en violväxtart som beskrevs av G. K. Schulze. Hybanthus longistylus ingår i släktet Hybanthus och familjen violväxter. Inga underarter finns listade i Catalogue of Life.